# Santa Mariana
Santa Mariana ist ein brasilianisches Munizip im Norden des Bundesstaats Paraná. Es hat 11.066 Einwohner (2022), die sich Santa-Marianenser nennen. Seine Fläche beträgt 427 km². Es liegt 462 Meter über dem Meeresspiegel.

## Etymologie
Der Name stellt eine Ehrung von Mariana Junqueira dar, der Gattin des ersten Eigentümers des Großgrundbesitzes, Francisco Junqueira.

## Geschichte

### Besiedlung
Im Jahr 1934 entstand auf dem Land von Francisco Junqueira ein kleines Dorf. Es entwickelte sich zusehends, da die Fruchtbarkeit des Bodens einen ständigen Zustrom von Fremden aus verschiedenen Ländern begünstigte.
Durch den wirtschaftlichen Aufschwung der Gemeinde, der mit der Entwicklung des Kaffeeanbaus einherging, bot Santa Mariana bald die Voraussetzungen für eine politische und administrative Emanzipation, so dass es 1947 zum Munizip erhoben werden konnte.

### Erhebung zum Munizip
Santa Mariana wurde durch das Staatsgesetz Nr. 2 vom 2. Oktober 1947 aus Bandeirantes ausgegliedert und in den Rang eines Munizips erhoben. Es wurde am 1. November 1947 als Munizip installiert.

## Geografie

### Fläche und Lage
Santa Mariana liegt auf dem Terceiro Planalto Paranaense (der Dritten oder Guarapuava-Hochebene von Paraná). Seine Fläche beträgt 427 km². Es liegt auf einer Höhe von 462 Metern.

### Vegetation
Das Biom von Santa Mariana ist Mata Atlântica.

### Klima
In Santa Mariana herrscht tropisches Klima. Die meisten Monate im Jahr sind durch Niederschläge gekennzeichnet. Auf das Gesamtklima im Jahr haben die wenigen trockenen Monate nur wenig Einfluss. Die Klimaklassifikation nach Köppen und Geiger lautet Am. Im Jahresdurchschnitt liegt die Temperatur bei 22,2 °C. Innerhalb eines Jahres gibt es 1506 mm Niederschlag.

### Gewässer
Santa Mariana liegt am Paranapanema, der die nördliche Grenze zum Staat São Paulo bildet. Der Rio das Cinzas bildet die nordöstliche Grenze des Munizips. Dessen linker Nebenfluss Rio Laranjinha bildet die südöstliche Grenze.

### Straßen
Santa Mariana liegt an der BR-369 von Londrina nach Ourinhos im Staat São Paulo.

### Nachbarmunizipien
| Leópolis und Florínea (SP) | Cândido Mota (SP)                           | Itambaracá   |
| Cornélio Procópio          | Kompassrose, die auf Nachbargemeinden zeigt | Bandeirantes |
|                            |                                             |              |

## Stadtverwaltung
Bürgermeister: José Marcelo Piovan Guimarães, PSD (2021–2024)
Vizebürgermeister: José Luiz Amadeu, DEM (2021–2024)

## Demografie

### Bevölkerungsentwicklung
| Jahr | Einwohner | Stadt | Land |
| ---- | --------- | ----- | ---- |
| 1950 | 15.533    | 16 %  | 84 % |
| 1960 | 20.400    | 27 %  | 73 % |
| 1970 | 22.793    | 36 %  | 64 % |
| 1980 | 15.380    | 49 %  | 51 % |
| 1991 | 14.711    | 57 %  | 43 % |
| 2000 | 13.470    | 64 %  | 36 % |
| 2010 | 12.435    | 67 %  | 33 % |
| 2022 | 11.066    |       |      |

Quelle: IBGE (2011) und Volkszählung 2022

### Ethnische Zusammensetzung
| Gruppe * | 1991    | 2000    | 2010    | wer sich als …                                                                   |
| --- | ------- | ------- | ------- | -------------------------------------------------------------------------------- |
| Weiße | 64,8 %  | 63,1 %  | 60,6 %  | weiß bezeichnet                                                                  |
| Schwarze | 7,2 %   | 5,5 %   | 7,0 %   | schwarz bezeichnet                                                               |
| Gelbe | 1,1 %   | 1,5 %   | 1,3 %   | von fernöstlicher Herkunft wie japanisch, chinesisch, koreanisch etc. bezeichnet |
| Braune | 26,8 %  | 29,6 %  | 30,8 %  | braun oder als Mischung aus mehreren Gruppen bezeichnet                          |
| Indigene | 0,1 %   | 0,1 %   | 0,2 %   | Ureinwohner oder Indio bezeichnet                                                |
| ohne Angabe | 0,0 %   | 0,1 %   | 0,0 %   |                                                                                  |
| Gesamt | 100,0 % | 100,0 % | 100,0 % |                                                                                  |
| *) Das IBGE verwendet für Volkszählungen ausschließlich diese fünf Gruppen. Es verzichtet bewusst auf Erläuterungen. Die Zugehörigkeit wird vom Einwohner selbst festgelegt. |         |         |         |                                                                                  |

Quelle: IBGE (Stand: 1991, 2000 und 2010)